# ルキラウラオビフタオシジミ
ルキラウラオビフタオシジミ（Dacalana lucillae）は、チョウ目（鱗翅目）アゲハチョウ上科シジミチョウ科に分類されるチョウの一種。フィリピン固有種。ウラオビフタオシジミ属はボルネオ特産種の D. lowii を除き、裏面に中央白線が走っている。インド北部からスンダランド、スラウェシ、フィリピンに約20種が知られていて、特にフィリピンで繁栄している。

## 分布
ルソンでのみ見られる。

## 形態
前翅長は18-19mm。本属はオス、メスを通じて非常に酷似した種が多く、またメスが未発見の種があって同定にてこずるグループであるが、オス交尾器の相違とともに、よく観察すると翅表翅裏は種によって差異があるので、オスの場合は比較的区別がつく。

## 生態
今のところ年に何回発生しているのか定かではない。